# 純潔運動団体一覧
純潔運動団体一覧（じゅんけつうんどうだんたいいちらん）は、純潔運動団体の、50音順の一覧。
- グレート・トゥ・ウェイト
- シルバー・リング・シング
- 真の家庭運動推進協議会（日本。統一協会系）
- セックス・キャン・ウェイト
- セックス・リスペク ト（米国全土）
- トゥルー・ラブ・ウェイツ
- ティーン・エイド　（カリフォルニア州）
- 日本純潔同盟（ピュア・ラブ・アライアンスの日本における活動主体）
- ノット・ミー・ノット・ナウ
- ノー・セックス・ティル・マリッジ
- ピュア・ライフ・ミニストリー（男性のみ）
- ピュア・ラブ・アソシエーション（PLA。統一協会系）
- ピュア・ラブ・クラブ（カトリック）
- フリー・ティーンズ　（ニュージャージー州）
- フレンズ・ファースト
- ベスト・フレンズ　（ワシントン州）
- ラブマターズ